# Maria Homerska
Maria Homerska (n. 15 februarie 1925, Varșovia, Polonia – d. 6 iulie 2010, Legionowo, Mazovia, Polonia) a fost o actriță poloneză de teatru și film.

## Biografie
S-a născut pe 15 februarie 1925 la Varșovia. A promovat examenul de actriță în 1947, în fața Comisiei Centrale Naționale de Examinare din Łódź. A debutat ca actriță pe 4 octombrie 1947 în rolul Dyana din piesa Fantazy de Juliusz Słowacki, pusă în scenă de regizorul Janusz Strachocki la Teatrul Municipal „Stefan Jaracz” din Olsztyn.
A jucat ca actriță la următoarele teatre: Teatrul Municipal „Stefan Jaracz” din Olsztyn (1947-1948), Teatrul „Stefan Żeromski” din Kielce-Radom (1948-1950), Teatrul pentru Copii din Varșovia (1950), Teatrele Dramatice din Szczecin (1951-1953), Teatrul „Aleksander Węgierko” din Białystok (1953-1955), Teatrul Polonez din Varșovia (1955–1975) și Teatrul na Woli din Varșovia (1976-1981). A interpretat roluri în numeroase spectacole reprezentate în cadrul Teatrului Radiofonic (din 1956) și al Teatrului de Televiziune (din 1964).
A fost soția actorului Ryszard Pietruski. A decedat la 6 iulie 2010 la Varșovia, la vârsta de 85 de ani, și a fost înmormântată în Cimitirul Powązki din Varșovia (secțiunea 10-4-22/23).

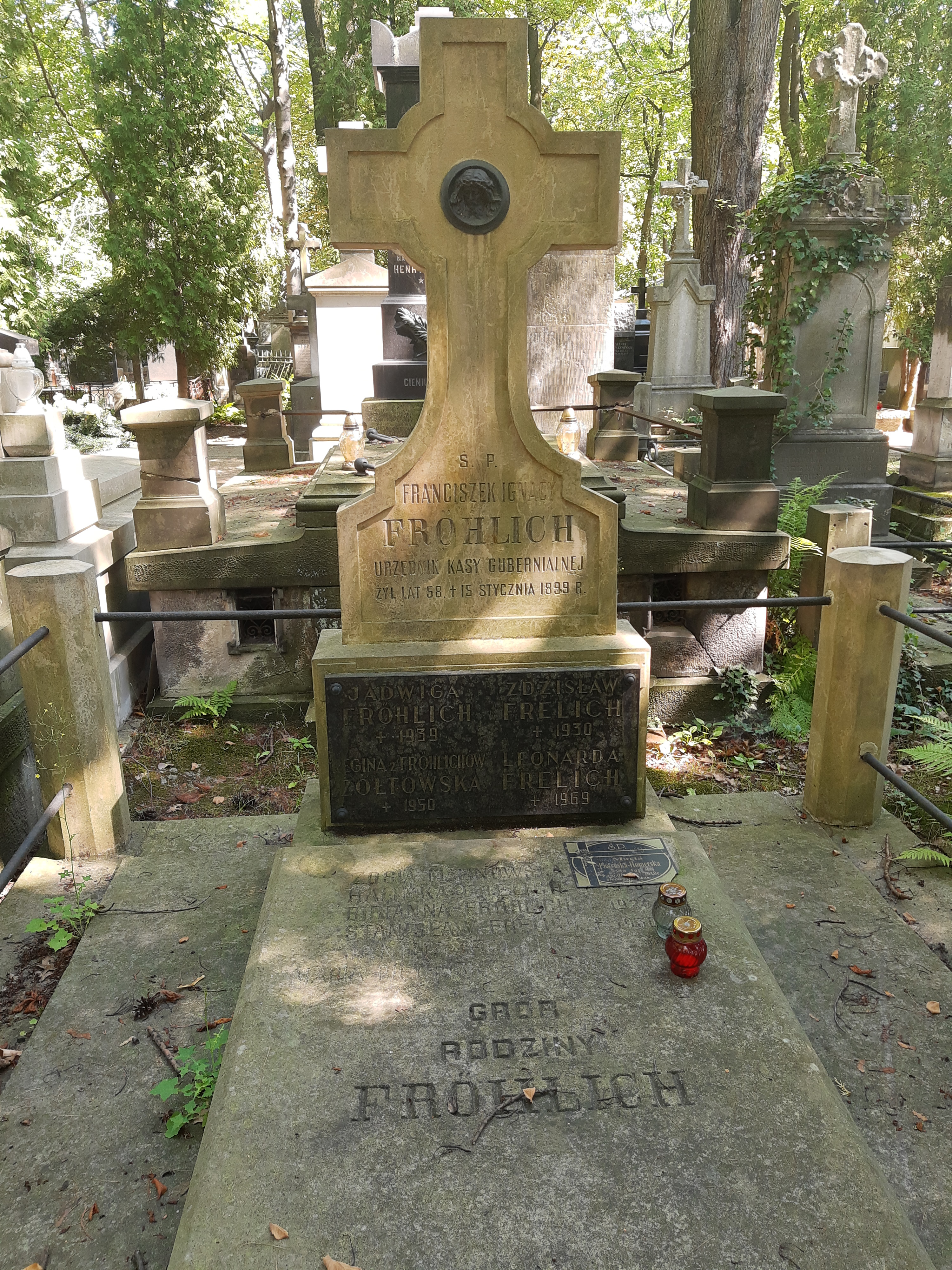
Mormântul Mariei Homerska în Cimitirul Stare Powązki din Varșovia

## Filmografie
- 1962: Czarne skrzydła – directoarea Kostryniowa
- 1962: Głos z tamtego świata – profesoara Choberska
- 1962: Spóźnieni przechodnie – Karolina (segmentul II: „Krąg istnienia”)
- 1964: Przerwany lot
- 1964: Rachunek sumienia – soția lui Roman Marecki
- 1965: Miejsce dla jednego – secretara
- 1965: Sam pośród miasta – femeie din local
- 1967: Klub szachistów – o femeie care vorbește cu Urbin
- 1967: Świat grozy – Flora („Zbrodnia lorda Artura Saville’a”)
- 1968: Hrabina Cosel − regina Krystyna Eberhardyna (ep. 1)
- 1968: Tabliczka marzenia – învățătoarea Mareszowa
- 1970: Wakacje z duchami − mama Jolei „Dziewiątka” (ep. 6)
- 1971: Kryształ – soția lui Borczyk
- 1976: Polskie drogi – soția prof. Zygadlewicz (ep. 2-3)
- 1977: Noce i dnie – Mioduska-Daleniecka (ep. 10)
- 1978: ...Gdziekolwiek jesteś panie prezydencie... – doamna de la cafenea
- 1979: Doktor Murek – Horzyńska
- 1979: Mysz – învățătoarea Wądołowska
- 1979: Przyjaciele („Krew” și „Czystość”)
- 1981: 07 zgłoś się – vecina Eliza Hoffman (ep. 12)
- 1981: Przyjaciele („Nauka”)
- 1982: Vraciul – contesa Czyńska
- 1983: Wierna rzeka – prințesa Odrowążowa

### Dublaj de voce în limba poloneză
- 1957: Małżeństwo doktora Danwitza − Hilda
- 1960: Room at the Top − Alice Aisgill
- 1960: Kłopotliwy wnuczek − Ellie Banks
- 1961: Na tropie przemytników
- 1964: Dracul și cele 10 porunci − Germaine Messager (segmentul 5)
- 1964: Der Schatz im Silbersee − doamna Butler
- 1966: Pollyanna − mătușa Polly
- 1966: 200 mil do domu − doamna Hunter
- 1967: Zece negri mititei − soția lui Grohmann
- 1967-1969: Război și pace – prințesa Maria Bolkonskaia
- 1968: Czarny mustang – Maria
- 1968: Wątła nić – Inga Dyson
- 1969: Każdemu swoje – Luisa Roscio
- 1969: Hugo i Józefina – învățătoarea
- 1969: Ciężkie czasy dla gangsterów – Eva Delagrange
- 1976: I, Claudius –
  - Lollia (ep. 7),
  - Domitia (ep. 11-12)
- 1984: The Donkey's Hide
- 1987: The Last Days of Pompeii – Fortunata
- 1989: Familia Jetson – Stella Spacely (ep. 5, prima versiune dublată)
- 1989: Scooby Doo și Scrappy-Doo (prima versiune dublată)
- 1990: Top Cat și motanii din Beverly Hills (prima versiune dublată)
- 1991: Denver, ultimul dinozaur – „Paskudna Berta” Bird
- 1993-1995: Moomin – vrăjitoarea
- 1995: Frumoasa adormită (versiunea a II-a dublată) – ursitoarea Vreme-Bună
- 1995: A Room with a View – dra Catharine Alan
- 1996: Madeline
- 1998: Trzy dni aby wygrać

## Premii
- Insigna „Activist cultural merituos” (1966)[4][5]
- Titlul „Artistă emerită a Teatrului Polonez din Varșovia” (1977)[4][5]